# Vennans
Vennans je francouzská obec v departementu Doubs v regionu Burgundsko-Franche-Comté. Žije zde 249 obyvatel.

## Geografie

### Sousední obce
| Růžice kompasu |                  | Le Puy  |               | Růžice kompasu |
| Růžice kompasu | Pouligney-Lusans | Sever   | Saint-Hilaire | Růžice kompasu |
| Růžice kompasu | Pouligney-Lusans | Vennans | Saint-Hilaire | Růžice kompasu |
| Růžice kompasu | Pouligney-Lusans | Jih     | Saint-Hilaire | Růžice kompasu |
| Růžice kompasu | Roulans          |         |               | Růžice kompasu |